# Miracle's Boys
Miracle's Boys è una miniserie televisiva del 2005, diretta da Spike Lee, Bill Duke, Ernest Dickerson, Neema Barnette e LeVar Burton basata sul romanzo omonimo della scrittrice Jacqueline Woodson.